# Vicino Orsini
Pierfrancesco II Orsini, kallad Vicino efter sin morfar, född 4 juli g.s 1523 i Rom, död 28 januari n.s. 1585 i Bomarzo, var signore di Bomarzo eller länsherre över Bomarzo i Lazio åren 1542–1585. Som sådan var han kondottiär i Kyrkostatens världsliga armé, men även poet och konstkännare tillhörig adelssläkten Orsini. Han är mest känd för anläggandet av en originell trädgårdslund med en mängd utspridda skulpturer och byggnadsverk kallad Sacro Bosco i dalen nedanför sitt residens. Konstvetenskapligt betecknas sacro bosco eller den heliga skogen som manieristisk därför att den tydligt bryter mot högrenässansens ideal vad gäller harmoni, ordning och perfektion.

## Liv och verksamhet
Vicino Orsini föddes i Rom som son till herremannen Gian Corrado Orsini, signore di Bomarzo, och Clarice di Franciotto di Monterotondo, dotter till kardinal Franciotto Orsini från Monterotondo.  Modern var Gian Corrados andra gemål och tros antingen ha lämnat hemmet tidigt eller dött i barnsäng när Maerbale, hennes andra son föddes 1525. Faderns testamente från år 1526 överlät nämligen vårdnaden av de minderåriga barnen Pierfrancesco och Maerbale till deras äldre bror Girolamo från faderns första äktenskap med Lucrezia d'Alessandro dell'Anguillara. Redan 1528 upphör emellertid källorna att omnämna Girolamo, förmodligen därför att han avlidit, och efter faderns bortgång 1535 anförtroddes barnen åt abboten i benediktinklostret i Farfa. 
Ett år 1539–1540 vistades den unge Vicino i den frisinnade republiken Venedigs huvudstad. Där umgicks han i den litterära kretsen kring förlaget Giolito, utgivaren av Francesco Maria Molzas erotiska berättelser, med poeter som Giuseppe Betussi och Franceschina Baffo, vilka båda tillägnade Vicino dikter. I Venedig blev han även kär i en ung kvinna från Rom, Adriana dalla Roza. På grund av en uppgörelse män emellan fick han lämna metropolen. Han återvände då till regionen Lazio tillsammans med Adriana. 1541 befann han sig i Viterbo där han deltog i uppsättningen av en pjäs kallad Cangiaria, en komedi tillskriven Sacco da Viterbo, vilken möjligen är identisk med läkaren Girolamo Sacchi.

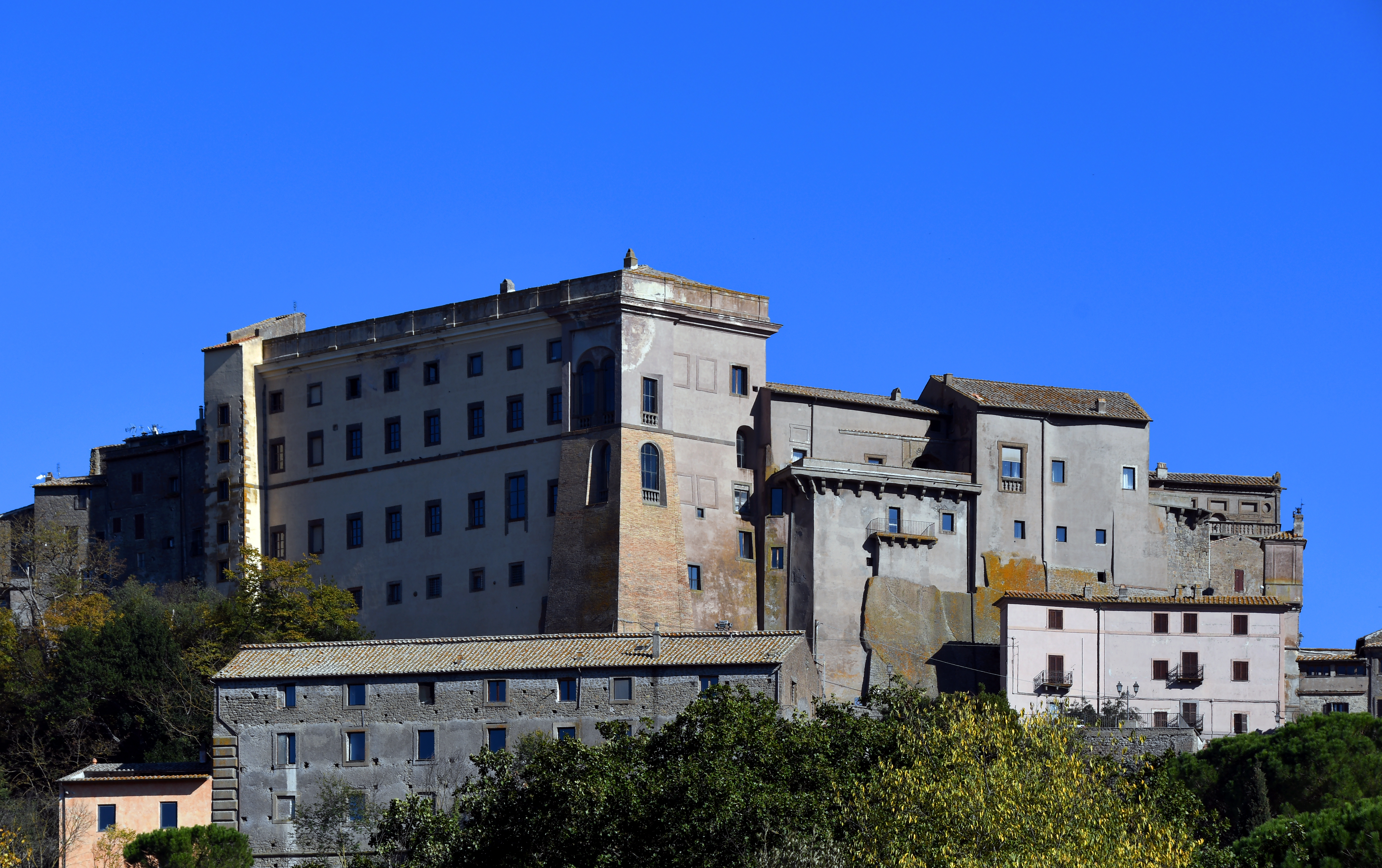
Den gamla staden Bomarzo och ena gaveln av Palazzo Orsini på höjderna över den yviga slottsträdgården Sacro Bosco.

Den 22-årige kardinalen Alessandro Farnese, som senare skulle bli en av Vicino Orsinis bästa vänner, dömde 1542 i arvskiftet efter fadern Gian Corrado. Vid 19 års ålder tilldelades Vicino förläningarna Bomarzo, Collepiccolo, Castelvecchio, Montenero och Mompeo. Brodern Maerbale, som fick slottslänen Chia, Penna, Giove, Collestatte och Torreorsina, valde Penna som hemmavarande herresäte medan Vicino valde Bomarzo. Vicino skulle så småningom överta två av sin yngre brors förläningar, nämligen Chia och Torreorsina.
Det slott som fadern hade påbörjat under 1520-talet i Bomarzo och som ritades av Baldassare Peruzzi, en arkitekt och målare i Siena och Rom, var en tvåflygelsanläggning med innergård, loggia och trappa. Det uppfördes på resterna av en medeltida borg och färdigställdes först under Vicinos livstid och har sedan dess byggts om och förändrats ett flertal gånger. 

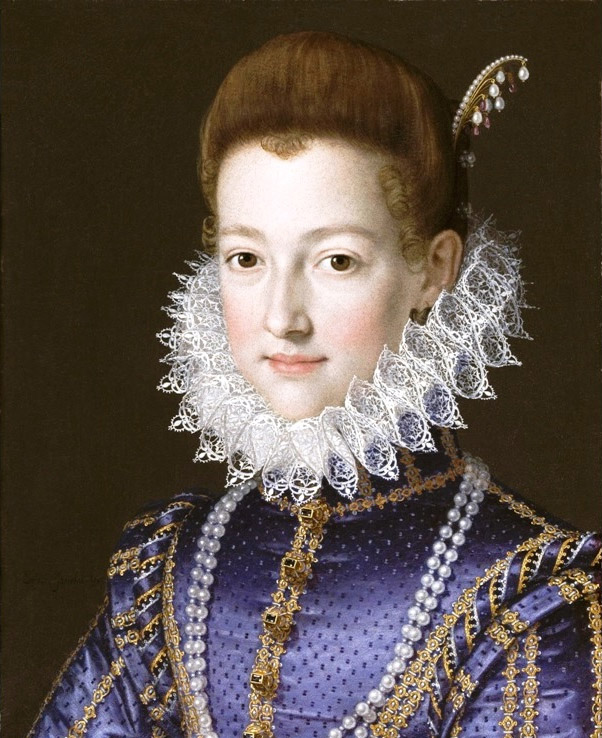
Scipione Pulzone: Porträtt av Donna Faustina Orsini (1580), dotter till Vicino Orsini och Giulia Farnese. Hon var gift Mattei och levde 1557–1594.

Vid 21 års ålder gifte sig Vicino Orsini med Giulia Farnese. Hon var döpt efter sin mammas fostermor (eller mormors syster) Giulia Farnese och avlägset släkt med såväl den unge kardinalen Alessandro Farnese som dennes farfar påven Paulus III. Hon förde med sig en hemgift på 8000 scudi d'oro eller guldscuder. De fick sju barn, två döttrar och fem söner, varav två dog i späd ålder. Fyra av barnen fostrades från puberteten vid Ottavio Farneses hov i hertigdömet Parma och Piacenza, medan den yngste sonen Orazio från 12-årsåldern fostrades till militär i syditalien och stupade, blott 19 år gammal, som kommendörkapten för en galär under det som beskrivits som renässansens största sjöslag, slaget vid Lepanto. 

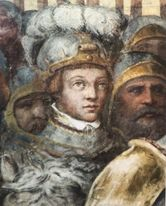
Taddeo och Federico Zuccari: Ett förmodat porträtt av en ung Vicino Orsini. Detalj ur en fresk utförd 1560–1566 i Villa Farnese i Caprarola.

Genom äktenskapet mellan en Orsini och en Farnese genomgick det feodala grevskapet Bomarzo en fredlig övergång till påvligt centralstyrd kyrkostat förvaltad av kardinaler. Vicino Orsini var militär i likhet med sin far. Han tjänade som så kallad kondottiär under fyra sinsemellan oliktänkande påvar – Paulus III, Julius III, Marcellus II och Paulus IV – i över ett decennium, åren 1545-1557.

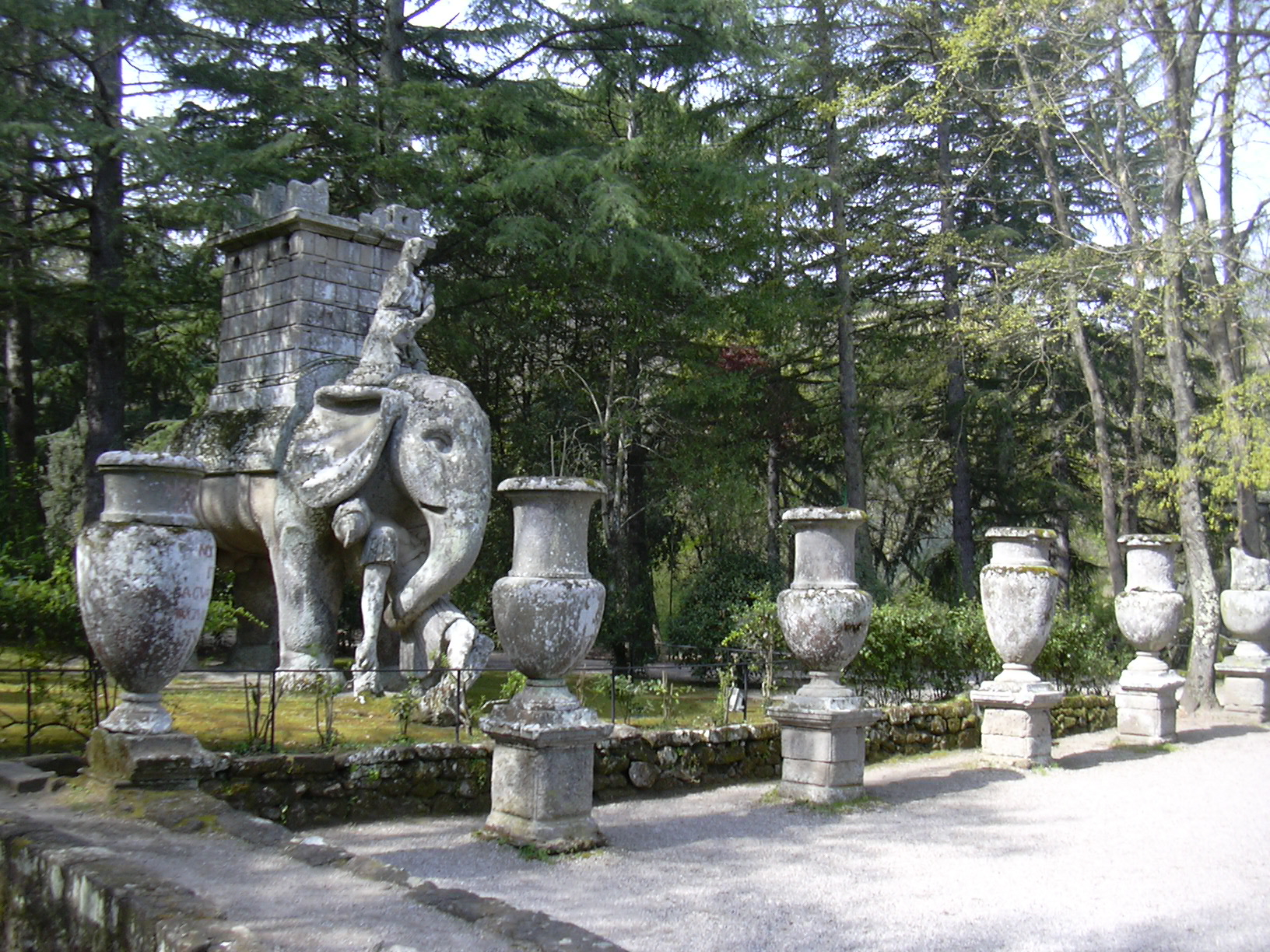
Detta tros föreställa en av Hannibals elefanter som nedgör en romersk soldat. En skulptur i naturlig storlek vid en livets terrass med grekiska vaser i den slottsträdgård som Vicino Orsini lät döpa till Sacro Bosco, den heliga skogen.

År 1557 var han med om ett slag mellan den hårdföre påven Paulus IVs trupper och staden Montefortino (nuvarande Artena), vilket slutade med en massaker på civilbefolkningen. Detta ledde till att Orsini avvecklade sin militära bana. I resten av sitt liv verkade han i stället som filosof i epikuréisk anda. I Bomarzo ägnade han sig åt uppförandet av den ytterst märkliga och manieristiska trädgården Sacro Bosco i dalgången nedanför palazzo Orsini. Denna slottsträdgård eller heliga lund tillägnades minnet av hustrun Giulia Farnese efter hennes död 1564. Hon tros vara begravd i en tempelliknande byggnad där.
Pierfrancesco II Orsini ligger begravd i den medeltida stadsborgens domkyrka, Duomo di Bomarzo, som bär namn efter Jungfru Marie himmelsfärd (Duomo di Santa Maria Assunta in Cielo).

## Konstnärliga bearbetningar
Romanen Bomarzo (1962) av den argentinske författaren Manuel Mujica Lainez utspelar sig under den italienska senrenässansen och tematiserar Vicino Orsinis liv. Författaren skrev även ett libretto till tonsättaren Alberto Ginasteras opera Bomarzo. Operan uruppfördes 1967 i Washington D. C. sedan den förbjudits att uppföras i Buenos Aires av den dåvarande argentinska regeringen med hänvisning till osedlighet.
Det är på sätt och vis märkligt, det faktum att det inte existerar något porträtt av slottsherren Pierfrancesco II, kallad Vicino. Han anlitade skulptörer för att gestalta mytologiska skeenden i den heliga lunden nedanför sitt palats, men ingen målare eller bildhuggare för att avbilda sig själv. I sin roman hävdar författaren Manuel Mujica Lainez att den unge ädlingen avbildades av Lorenzo Lotto under vistelsen i Venedig, något som får lov att accepteras för vad det är, nämligen en lek med tanken. Den sentida, litterära porträttören Manuel Mujica Lainez gör också den feodale fursten till en man med puckelrygg, något som inte är historiskt belagt.
En bild av honom gjordes som medaljong av den samtida toskanske skulptören Pastorino dei Pastorini (1508-1592) runt 1550. Den visar Vicino Orsinis ärrade profil runt 27 års ålder och finns bevarad på British Museum i London. År 2004 gjorde den italienske konstnären Vezio Paoletti en förstorad reproduktion av denna profil, vilken nu hänger i palazzo Orsini i Bomarzo. 
Den österrikiska konstvetaren Renate Vergeiner (född 1963), som forskar och undervisar på Konstfack i Wien, antog 2017 i sin monografi om furstens trädgård i Bomarzo, att en ung Vicino Orsini även kan ha avbildats av bröderna Taddeo och Federico Zuccari i en stor frescomålning. Denna utfördes på 1560-talet i kardinal Alessandro Farneses nybyggda sommarresidens Villa Farnese i närliggande orten Caprarola. Fresken visar i sin helhet en motreformatorisk krigshär under ledning av just kardinal Alessandro Farnese och det tysk-romerska rikets kejsare Karl V. Bakom dem tror sig Vergeiner även urskilja en ung furste som kondottiär med fjäderprydd hjälm.

### Allmänna källor
- Horst Bredekamp (text), Wolfram Janzer (foto): Vicino Orsini und der heilige Wald von Bomarzo: ein Fürst als Künstler und Anarchist (Worms : Werner, 1985)
- Adele Cambria: «Salvare dall’oblio i mostri di Bomarzo», l'Unità Roma, 19 settembre 2007 (sabinefrommel.eu) (italienska)
- Quirino Galli (red.): La Cangiaria (Viterbo: Agnesotti, 1972)
- Renate Vergeiner: Bomarzo. Ein Garten gegen Gott und die Welt (Basel: Birkhäuser Verlag, 2017)
- Giuseppe Zander: Gli elementi documentari sul Sacro Bosco. Ingår i "Quaderni dell'Istituto di Storia dell'Architettura", n. 7-8-9 (Roma, 1955)